# ジョン・テイラー (アメリカンフットボール)
ジョン・テイラー（John Taylor, 1962年3月31日 - ）はニュージャージー州ペンソーケン出身の元アメリカンフットボール選手。ポジションはワイドレシーバー。現役中は引退後にプロフットボール殿堂入りを果たすスーパースターWR ジェリー・ライスがおりチームのエースレシーバーとはならなかったが3度のスーパーボウル制覇に貢献した。第23回スーパーボウルではジョー・モンタナから決勝点となる10ヤードのTDパスをキャッチしている。

## 大学時代
デラウェア州立大学在学中に42タッチダウン（うちレシービング33回）を獲得した。4年のときには10試合で15タッチダウン（うちレシービング13回）の活躍を見せている。また、2年、3年のときにもそれぞれ10タッチダウンずつを獲得した。彼はカンファレンスタイ記録となる通算254得点、カンファレンス記録となっている1試合で223ヤード獲得、カンファレンス記録の1位、2位を占めている97ヤード及び93ヤードのタッチダウンを記録した。彼の残した1キャッチあたり24.3ヤードは2005年にNFL、ヒューストン・テキサンズに入団したジェローム・マチスに抜かれるまでNCAA記録だった。彼の大学時代の獲得ヤード2426は、カンファレンス歴代2位であるがミッドイースタンアスレチックカンファレンス史上最も有名な選手となっており1985年にはオフェンス・プレイヤー・オブ・ザ・イヤー、1984年、1985年にファーストチームに選ばれた。

## NFL時代
卒業後、1986年のNFLドラフトでサンフランシスコ・フォーティナイナーズに3巡目で指名され、1987年から1995年まで同チームに所属した。スーパーボウルリングを3つ獲得している（第23回、第24回、第29回）。
1年目の1987年、ワシントン・レッドスキンズ戦で95ヤードのパントリターンTDを決めたが、レギュラーシーズンでのキャッチはわずか9回だった。翌年1月に行われた第23回スーパーボウルではジョー・モンタナから10ヤードの逆転タッチダウンパスをキャッチした。この試合ではスーパーボウル記録となる45ヤードのパントリターンも見せた。スーパーボウルの劇的なタッチダウンをあげたにもかかわらず、翌1988年のシーズンは主にリターナーとして起用された。この年パントリターンTDを2回あげた。11月21日のワシントン・レッドスキンズとのマンデーナイトフットボールでの95ヤードのリターンTDは、前年にシカゴ・ベアーズのデニス・マッキノンが作ったMNF記録を更新するものとなった。
1989年にはレシーブキャッチ60回で1077ヤードを獲得、リーグ4位タイの10タッチダウンをマークした。ロサンゼルス・ラムズとのマンデーナイトフットボールでは史上初となる90ヤード以上のタッチダウン2回を記録、1982年にウェス・チャンドラーがあげた260ヤードのレシーブ記録を更新する286ヤードを獲得した。また彼は連続2試合合計獲得ヤード448の新記録をつくり、これは2006年11月にチャオド・ジョンソンに抜かれるまでのNFL記録であった。1991年にもパスキャッチ64回で1011ヤードを稼ぎ、リーグ7位タイの9タッチダウンをマークした。
また1980年代オールディケイドチームに選出されている。

## 現役引退後
引退後は家禽を運搬する小さなトラック会社を運営している。

## プレイスタイル
彼のプレイの特徴としてはランアフターキャッチ（パス捕球後の獲得ヤード）が顕著だったことがあげられる。1986年の検査で彼の手は11.2インチでありこれはレシーバーとして過去最大であった。彼はチームメイトたちに優れたアスリートであると認識されていたが、唯一40ヤードを4.3秒で走るスピードを持っていなかった。彼の記録は4.67秒でありこれが彼がセカンドレシーバーとなってしまった原因であった。

## 主な成績
- レシーブキャッチ回数 347回
- レシーブ獲得ヤード 5,598ヤード
- タッチダウン数 43回（全てレシービング）
- プロボウル出場2回（1988年、1989年）

## 人物
弟のキース・テイラーも元NFL選手である。